# Joseph Dreppe
Joseph Dreppe (Liegi, 30 settembre 1737 – Liegi, 28 marzo 1810) è stato un pittore e incisore belga.

## Biografia
Studiò a Liegi presso la bottega del pittore Jean Latour e soggiornò a Roma dal 1758 al 1761 grazie ad una borsa di studio della fondazione Lambert Darchis. Nel 1775 venne nominato professore all'Académie royale des beaux-arts de Liège fondata dal principe vescovo François-Charles de Velbruck. Entrò a far parte della Société libre d'émulation nei Liegi nel 1780. Il principe vescovo César-Constantin-François de Hoensbroeck lo nominò poi direttore dell'Académie, al posto di Léonard Defrance.
Nel 1789, realizzò delle stampe raffiguranti gli eventi della rivoluzione di Liegi, tra cui un'incisione in omaggio a Jean-Nicolas Bassenge. Si esiliò a Parigi dal 1793 al 1794 e al suo ritorno a Liegi, fu nominato ispettore dei lavori pubblici.
Il Cabinet des estampes et des dessins de Liège conserva 80 opere di Dreppe provenienti dalla collezione di Henri Hamal.
Nel 2010, in occasione del 200º anniversario della morte di Joseph Dreppe, il Cabinet des estampes et des dessins de Liège realizzò una mostra retrospettiva delle sue opere.